# Susana Romano Sued
Susana Nelly Romano Sued (7 de junio de 1947, Córdoba, Argentina) es una escritora, poeta, ensayista y traductora argentina.

## Reseña biográfica
Susana Romano Sued nació en Córdoba (Argentina) en 1947. Es Licenciada en Letras Modernas (1971) y en Psicología (1988) de la Universidad Nacional de Córdoba y Doktor der Philosophie (1986) por la Universidad de Mannheim, de Alemania.
Profesora titular de Estética y Crítica Literaria Moderna en la Facultad de Artes de la UNC, ha dictado conferencias, cursos y seminarios en universidades de Sudamérica, Estados Unidos, Canadá, países europeos y Japón, además de formar parte de los cuerpos académicos y científicos de numerosas universidades de Argentina.
Investigadora superior del CONICET Consejo Nacional de Investigaciones Científicas y Técnicas.
Fundó y dirigió entre 1989 y 1999 la revista "E. T. C.", de ensayo, teoría, crítica, de la Facultad de Filosofía y Humanidades de la UNC, recibiendo en 1992 y 1994 la Distinción Máxima de Docencia e Investigación de dicha universidad.
Escribió cuentos, novela, drama, relatos para niños y jóvenes, guiones,
diálogos para películas, y textos de canciones, además de publicar ensayos de Estética, Teoría y Crítica Literaria. Obras que han merecido innumerables citas en investigaciones académicas.
Ha traducido numerosas obras, teóricas y de literatura, de líricos alemanes, de lengua inglesa, francesa, italiana y portuguesa y ha llevado a esas lenguas obras de autores argentinos.

## Obras

### Poemarios Individuales
- 1981 - Verdades como criptas, reúne su poesía escrita entre 1970 y 1981[5]
- 1989 - El corazón constante, Ediciones Prosema/ Fondo Nacional de las Artes
- 1994 - Escriturienta, Córdoba : Argos[6]
- 1997 - Frida Kahlo y otros poemas
- 1997 - Nomenclatura y muros, Buenos Aires : Libros de Tierra Firme[7]
- 2000 - Algesia [Tegueste, Sta. Cruz Tenerife] : Tauro Producciones[8]
- 2000 - Mal del Siglo
- 2000 - Los amantes
- 2004 - El meridiano, Córdoba : Alción Editora.[9]
- 2009 - Journal, Córdoba : El Emporio Ediciones[10]
- 2011 - Parque temático y otros poemas. Córdoba [Argentina]: El Emporio Ediciones[11]
- 2014 - Algo inaudito pasa. Santa Fe, Argentina : Ediciones UNL[12][13]

Asimismo, en el campo experimental ha producido las obras
- 2007 - Leere: Los silencios del sonido, con el músico Federico Flores, del ciclo “Música con todas las letras”, del Centro España, Córdoba, editado en CD[14]

### Antologías
Selecciones de sus poemas, que han sido traducidos y publicados en varias lenguas, aparecieron en los siguientes volúmenes colectivos:
- 1982 - Manos a la Obra, Antología Crítica Ediciones Sol Urbano, Córdoba[15]
- 1988 - Lyrik aus Lateinamerika, DTV, Frankfurt
- 1988 - Poesía actual de Córdoba, Ediciones Mediterráneas, Córdoba
- 1990 - Antología de poetas argentinos, Premio selección de Ediciones del Dock, Buenos Aires
- 1992 - Alguien llama, Carpetas de poesía argentina, Ediciones Radamanto, Villa María;
- 1993 - Los poetas de acá, Antología Página/12, Córdoba
- 1994 - Las mujeres poetas de Córdoba 1960-1990, Alción Editora, Córdoba
- 1997 - Poetas argentinos, “Entre la Utopía y el Compromiso” Editorial Catálogos, Buenos Aires
- 1997 - Tiempo de palabras, Colección Barco de Papel, Santa Fe
- 1998 - Antología crítica de la poesía de Córdoba del siglo XX, vols. I (1998) y II (2000), Córdoba : Ediciones El Fundador,
- 2003 - Ireland poetry, Irlanda
- 2004 - Poéticas, Antología Digital de Poesía Argentina
- 2005 - Apofántica, Buenos Aires
- 2005 - Itinerarios literarios, Fundación Osde y Editorial Brujas, Córdoba
- 2006 - Itinerarios literarios II Osde y epoKé, Córdoba
- 2006 - Muestra digital en Internet Arteuna
- 2006 - Poetas argentinas 1940-1960, Ediciones del Dock, Buenos Aires
- 2007 - Rapsodia. Antología poética, E-BOOK, Contiene los libros ESCRITURIENTA, NOMENCLATURA/MUROS, y ALGESIA.
- 2013 - Amazonia: Antología de cuentos de escritoras de Córdoba, Córdoba, Arg. [i.e. Argentina] : Babel Editorial[16]

### Novela - Narrativa
- 2007 - Procedimiento. Memoria de la Perla y la Ribera (novela), Córdoba : El Emporio Ediciones[17]
- 2008 - Prometido, Relato, en La Voz del Interior, diciembre de 2006, del libro BENEFICIOS DE LA CARNE, en prensa, El Emporio, Córdoba
- 2012 - Rouge: cuentos. Córdoba, Arg. : Babel Editorial[18][19]

### Ensayos y artículos
sobre estética y crítica literaria, con un foco especial puesto en la teoría de la traducción de la poesía, y en la literatura argentina postdictadura
- 1986 - La traducción poética EL CICLO “Morgue” de Gottfried Benn y su vertido al castellano, Mannheim[21]
- 1995 - La diáspora de la escritura. Una poética de la traducción Poética, Córdoba, Argentina : Editorial Alfa[22]
- 1998 - La escritura en la diáspora: Poéticas de Traducción, Narvaja Editor[23]
- 1998 - Crítica y traducción. La Paz, Bolivia : Carrera de Literatura, Facultad de Humanidades y Ciencias de la Educación, UMSA[24]
- 1999 - Borgesiada, Compilado de la antología de ensayos sobre Borges, Ediciones Topograf’ia-Foco Cultural[25]
- 2000 - La traducción poética, Córdoba : Editorial Nuevo Siglo[26]
- 2001- Jan Mukarovsy y la fundación de una nueva estética, Córdoba : Epoké ediciones[27]
- 2003 - Travesías. estética, poética, traducción FoCo Cultural Ediciones, Córdoba
- 2003 - con AAVV. Umbrales y catástrofes.Literatura Argentina de los 90 Epoké, Córdoba
- 2004 - El otro de la traducción: Juan María Gutiérrez, Héctor Murena y Jorge Luis Borges, modelos americanos de traducción y crítica. Estudios Revista de Investigaciones Literarias y Culturales; Caracas; Año: 2004 vol. 11 p. 95 - 115
- 2005 - con Arán, Pampa Olga: Los '90. Otras indagaciones, Epoké ediciones, Córdoba[28]
- 2005 - con AAVV 5 Poetas italianos 5 Alción Editora, Córdoba
- 2005 - Consuelo de lenguaje: problemáticas de Traducción, Córdoba : Ferreyra Editor[29]
- 2007 - Consuelo de lenguaje. II Edición. Alción, Córdoba
- 2007 - Intermedialität: Probleme der deutscher experimenteller Lyrik ins Spanische: Max Benses visuelles Gedicht Jetzt. Verbindung mit. Jahrbuch für Internationale Germanistik; : Bern; Año: 2007 p. 237 - 25
- 2008 - La panlingua intertextual de Xul Digital. Boston College Xul Project 5+5 : Boston; Año: 2008 p. 1 - 4
- 2009 - Traducción, nación e identidad cultural en América Latina. Nostromo: México DF; Año: 2009 p. 19 - 37
- 2009 - El Contrato Social, de Jean-Jacques Rousseau : Recepción, Traducción, Conjeturas.Brújula Revista Interdisciplinaria sobre Estudios Latinoamericanos : Davis, California; Año: 2009 p. 35 - 49
- 2010 - L´"expoésie" argentine et ses contextes. Formes transgéneriques de la poésie experimentale actuelle Formules; Paris. Leuven; Año: 2010 p. 261 - 269
- 2011 - con Agustín Berti, Tomás Vera Barros: Exposiciones: meta-poéticas de la literatura argentina: Martínez Estrada, Lamborghini, Saer, Tizón. Córdoba, Argentina : Epoké Ediciones : El Emporio Ediciones[30]
- 2011 - Katatay: Diáspora y oximoron. La pericia de José María Argueda; Lugar: BONN; Año: 2011 p. 43 - 44
- 2011 - Intermedialität und Übersetzung. Das Sonett "Al pintor Best Maugard" von Carlos Pellicer und seine Übersetzung ins Deutsche IXCHEL; San José de Costa Rica; Año: 2011 vol. 2 p. 14 - 44
- 2012 - La expoesía. Una perspectiva ética y política de los procesos artísticos contemporáneos. Expoéticas argentinas y sus contextos Tropelías: Revista de Teoría del a literatura y Literatura comparada; Zaragoza; Año: 2012 p. 81 - 115
- 2013 - La diáspora de la poesía en las galaxias de la transcreación: dibaxu, de Juan Gelman aisthesis; Lugar: Santiago de Chile; Año: 2013
- 2014 - El dilema de la traducción. El viaje y la diáspora de la escritura. Transfer IX: 1-2 (mayo de 2014), pp. 64-97 ISSN: 1886-5542[31]
- 2014 - Ética y Poética. Heteronomía indicial del lenguaje artístico en dos obras literarias posdictadura. CUADERNOS DEL SUR; Bahía Blanca; Año: 2014 p. 229 - 246[20]

## Traducciones
Ha traducido numerosas obras, teóricas y de literatura, de líricos alemanes, de lengua inglesa, francesa, italiana y portuguesa, como:
Höderlin, Trakl, Benn, Bachmann, Brecht, Celan, Lasker Schüler, Kolmar, Sachs, Rilke, Benjamin, Bense, Bollack, Turk, Waldenfels, Oliver, Blake, Yeats, Frost, Pound, Elliot, Roethke, Ginsberg, Dickinson, Greenberg, De Campos, Lispector, Pessoa, Santiago, De Melo Neto, Pavese, Montale, entre muchos otros.

## Distinciones
- Primer premio en el Certamen Nacional de Poesía Luis José de Tejeda de la Dirección de Cultura de la Municipalidad de Córdoba por VERDADES COMO CRIPTAS, (1981),
- Mención especial en el Concurso “Poesía y derechos humanos”, de la Secretaría Nacional de Derechos Humanos por MAL DEL SIGLO (1985),
- Mención especial de la Secretaría de Derechos Humanos en el Certamen “Poesía y Derechos Humanos” 1986, por ALGESIA (2000),
- Premio Fondo Estímulo Editorial Municipal, Córdoba por ESCRITURIENTA (1994),
- Premio Fondo Estímulo Editorial de la Municipalidad de Córdoba, por LA DIÁSPORA DE LA ESCRITURA, Una poética de la traducción Poética, (1995),
- Plaquetas del Herrero, Radamanto, Villa María; por FRIDA KAHLO Y OTROS POEMAS (1997),
- Premio Fondo Estímulo Editorial de la Municipalidad de Córdoba, por LA ESCRITURA EN LA DIÁSPORA, Poéticas de Traducción, (1998),
- Premio Fondo Estímulo Editorial de la Municipalidad de Córdoba, por TEMAS DE TRADUCCIÓN POÉTICA, (2000),
- Mención especial de la Secretaría de Derechos Humanos en el Certamen “Poesía y Derechos Humanos” 1986, por ALGESIA (2000),
- Plaquetas de la Colección Calamita, Foco Cultural, Córdoba; por LOS AMANTES, (2000),
- Mención en el certamen internacional de Narrativa de Mujeres de la Fundación Avon 2000.
- Mención especial en el certamen Honorarte de Letras de Oro, de Buenos Aires, por el texto “Filial”. (2003)
- En agosto de 2004 fue incorporada al Salón del Poema Ilustrado Amelia Biagioni, Sta.Fe, por el poema “Edredón”, ilustrado por Liliana Menéndez y luego galardonado con una mención especial del jurado.
- Primer Premio Internacional de Ensayo Lucien Freud por su trabajo: “El canon y lo inclasificable en SOBRE HÉROES Y TUMBAS, de Ernesto Sábato; una lectura al sesgo” (2007)
- Mención honorífica en el género ensayo inédito del Ministerio de Cultura de la Ciudad de Buenos Aires por la obra “El dilema de la traducción”[32]
- Premio Bernardo Houssay al Investigador Consolidado, otorgado por la Secretaría de Ciencia y Técnica de la Nación (2007)